# Lee Heung-Kam
Lee Heung-Kam (Shunde, 13 januari 1932 – Hongkong, 4 januari 2021) (jiaxiang: Guangdong, Foshan, Shunde) was een Chinees actrice en Kantonese operaspeelster. Haar eigenlijke naam is Lee Sui-Kam/李瑞琴. 

## Loopbaan
Ze werkte voor Television Broadcasts Limited en in HKATV-series.
Op zestienjarige leeftijd ging ze het podium op. In haar jeugd heeft ze een tijdje in Macau gewoond.
Ze overleed in 2021 op 88-jarige leeftijd.

## Filmografie
- The Greatness of a Hero (TVB, 2008)
- Moonlight Resonance (TVB, 2008)
- Walled Village (ATV, 2006)
- Happy Family (喜有此理) (ATV, 2005)
- Love in a Miracle (ATV, 2004)
- The Pride of Chao Zhou (ATV, 1997)
- The Little Vagrant Lady II (ATV, 1996)
- The Little Vagrant Lady (ATV, 1996)
- The Good Old Days (ATV, 1996)
- Movie Tycoon (ATV, 1994)
- Midnight Lovers II (城中姊妹花) (ATV, 1994)
- Silver Tycoon (ATV, 1993)
- Shanghai Godfather II (ATV, 1993)
- Shanghai Godfather (ATV, 1992)
- Who is the Winner II (ATV, 1992)
- Days of Glory (ATV, 1991)
- The Cops Affairs (ATV, 1991)
- Who is the Winner (ATV, 1991)
- The Justice of Life (TVB, 1989)
- The Final Verdict (TVB, 1988)
- The Grand Canal (TVB, 1987)
- New Heaven Sword & Dragon Sabre (TVB, 1986)
- Five Easy Pieces (輪流傳) (TVB, 1980)
- The Good, the Bad and the Ugly (TVB, 1979)
- Conflict (奮鬥) (TVB, 1978)
- Below the Lion Rock 1978 (RTHK, 1978)
- A house is not a home (家變) (TVB, 1977)